# The Untamed
The Untamed (陈情令; Chén Qíng Lìng) är en kinesisk TV-serie som sändes på Tencent Video från 27 juni till 20 augusti 2019. Xiao Zhan och Wang Yibo spelar huvudrollerna.